# غوردون فان غيلدر
غوردون فـان غيلدر (بالإنجليزية: Gordon Van Gelder)‏ هو صحفي أمريكي، ولد في 8 سبتمبر 1966 في نيويورك في الولايات المتحدة.